# Pseudoreichelina
Pseudoreichelina es un género de foraminífero bentónico de la subfamilia Ozawainellinae, de la familia Ozawainellidae, de la superfamilia Fusulinoidea, del suborden Fusulinina y del orden Fusulinida. Su especie tipo es Pseudoreichelina darvasica. Su rango cronoestratigráfico abarca desde el Sakmariense hasta el Artinskiense (Pérmico inferior).

## Discusión
Clasificaciones más recientes incluyen Pseudoreichelina en la superfamilia Ozawainelloidea, y en la subclase Fusulinana de la clase Fusulinata.

## Clasificación
Pseudoreichelina incluye a las siguientes especies:
- Pseudoreichelina darvasica †
- Pseudoreichelina discoidea †
- Pseudoreichelina endothyroidea †
- Pseudoreichelina kiluensis †
- Pseudoreichelina longlinensis †
- Pseudoreichelina nevadaensis †, también considerado como Neomillerella nevadaensis †
- Pseudoreichelina porozhijensis †
- Pseudoreichelina slovenica †
- Pseudoreichelina tumida †